# Ader Doutchi Maggia
Ader Doutchi Maggia ist eine agrarökologische Zone in Niger.
Alternative Schreibweisen sind Adar Doutchi Maggia, Adar Doutchi Majiya, Adar Doutchi Majjia, Ader Douchi Maggia, Ader Douchi Majya, Ader Doutchi Majia, Ader Doutchi Majiya, Ader Doutchi Majjia, Ader Doutchi Majya, Ader Doutchi Maya und Ader Duchi Majjia.

## Lage und Charakteristik
Ader Doutchi Maggia liegt im Süden der Region Tahoua in Niger und umfasst die Hochebene Ader Doutchi in der Landschaft Ader und das Tal der Maggia bis zur Staatsgrenze mit Nigeria. Im Osten grenzt die Zone direkt an die agrarökologische Zone des Tarka-Tals.
Im südlichen Teil von Ader Doutchi Maggia wird Bewässerungsfeldwirtschaft betrieben. Angebaut werden Mais, Sorghum, (Knollen-)Gemüse und vor allem Zwiebeln, deren Verkauf eine wichtige Einnahmequelle darstellt. Die Region war von einer langen Trockenperiode betroffen, die Mitte der 1960er Jahre begann und 1984 ihren Höhepunkt erreichte. Die Folgen waren eine beschleunigte Bodendegradation und Desertifikation.

## Entwicklungsprojekte
Insbesondere um der Bodendegradation und den damit verbundenen Migrationsbewegungen und Landnutzungskonflikten entgegenzuwirken, gab es in Ader Doutchi Maggia ab den 1960er Jahren mehrere groß angelegte Entwicklungsprojekte:
- Das Entwicklungsprojekt Projet de développement rural intégré de l’Ader Doutchi Maggia begann 1967 und wurde vom staatlichen französischen Entwicklungshilfefonds Fonds d’Aide et Coopération (FAC) finanziert. Dabei sollten im Haupttal der Maggia moderne landwirtschaftliche Techniken eingeführt und Wiederaufforstungen durchgeführt werden. Das Projekt basierte auf der unbezahlten Mitwirkung der lokalen Bevölkerung und wurde 1972 wegen zu geringen Erfolgs eingestellt.
- Mit dem aus dem Europäischen Entwicklungsfonds bezahlten Projet Badaguichiri gab es ein Nachfolgeprojekt mit ähnlichen Zielen, das sich auf einen kleineren Raum, das Tal von Kaoura Abdou in Badaguichiri, konzentrierte und zudem auf bezahlte Arbeitskräfte setzte. Es wurde in zwei Phasen (1976–1980, 1980–1984) abgewickelt. Eine nachhaltige landwirtschaftliche Weiterbildung der lokalen Bevölkerung scheiterte.[3]
- Italien finanzierte das von der Ernährungs- und Landwirtschaftsorganisation der Vereinten Nationen durchgeführte Entwicklungsprojekt Projet de développement rural intégré de Keita. Es fand in zwei Phasen (1984–1991, 1991–1996) im Departement Keita statt und umfasste unter hoher Beteiligung der Bevölkerung Maßnahmen zur Steigerung der landwirtschaftlichen Produktion, zur Wiederherstellung und Bewahrung der Boden- und Wasser-Ressourcen sowie zur Stärkung bäuerlicher Institutionen auf der Ebene der Dörfer.[2] Ein Nachteil dieses Projekt waren die hohen Kosten.[3]